# BRP Romblon
Le BRP Romblon (SARV-3503) est un patrouilleur de classe Ilocos Norte de la Garde côtière philippine (PCG).

## Historique
Les navires de la classe Ilocos Norte sont longs de 35 mètres et tout en aluminium. Ils ont été conçus par Tenix Shipbuilding en Australie, et sont basés sur le patrouilleur de classe Pacific de la même société.,. Le préfixe « SARV » dans leur numéro de coque signifie « Search And Rescue Vessel » (en français : navire de recherche et sauvetage). Ces navires sont conçus pour une intervention rapide en cas d’urgence, la récupération des survivants et la coordination des opérations de sauvetage. Les quatre navires de la classe (dont le BRP Romblon) ont été livrés à la Garde côtière philippine en décembre 2001. Le BRP Romblon a été mis en service le 20 octobre 2003.
Le 8 avril 2013, le BRP Romblon a été déployé lorsqu’un bateau de pêche chinois s’est échoué sur le récif de Tubbataha,,. Le BRP Romblon a aidé à enlever la cargaison et le carburant du navire.
Début novembre 2022, le BRP Romblon était l’un des deux navires déployés par la Garde côtière philippine pour livrer des secours aux victimes de la sévère tempête tropicale « Paeng » qui a frappé la province d'Iloílo, dans la région des Visayas occidentales. L’autre bâtiment était le navire d’intervention multirôle BRP Melchora Aquino (MRRV-9702). Le chargement des deux navires par le personnel de la PCG a commencé le 1er novembre, mais leur départ a été retardé jusqu’au 5 novembre pour maximiser leur charge utile. Ainsi, le BRP Romblon a pris à son bord 50 sacs de riz de 50 kilos chacun.
Le BRP Romblon a fait l’objet d’un entretien régulier. La Garde côtière philippine a lancé en août 2015 un appel d'offres, avec un budget de près de 3,5 millions de pesos philippins, pour la révision de ses moteurs auxiliaires bâbord et tribord,. En décembre 2019, un autre appel d’offres fut lancé, cette fois pour la réparation de son radar en bande X. Fin avril 2024, un troisième appel d’offres portait sur la fourniture et la livraison d’un régulateur automatique de tension (AVR) et d’un alternateur de charge pour ses moteurs auxiliaires,.
Huit navires au total ont été construits par Tenix Defence (maintenant BAE Systems Australia) avec un financement par des prêts du gouvernement australien : quatre navires de 56 mètres de long de la classe San Juan et quatre navires de 36 mètres de la classe Ilocos Norte. Bien que ces navires aient été fortement utilisés par la PCG au cours des années 2000 et du début des années 2010, ils ont souffert d’un manque de maintenance durant la pandémie de Covid-19. Sur les huit navires, le BRP Romblon semble le plus opérationnel : les données de suivi du système d'identification automatique (AIS) disponibles au public montrent qu’il est le seul des huit à avoir quitté son port d'attache en 2023.

## Commandants
- Elson E. Hermogino[17]
- Captain Eduardo P. De Luna Jr.[18]